# Communauté de communes du Pays de Valois
La communauté de communes du Pays de Valois (CCPV) est une communauté de communes française située dans le département de l'Oise et la région Hauts-de-France.

## Histoire
La coopération intercommunale dans le Valois a été engagée par la mise en place de SIVOM pour les cantons de Betz et de Nanteuil-le-Haudouin, et de plusieurs syndicats intercommunaux à vocation unique (SIVU) dans le canton de Crépy-en-Valois.
Les communes des trois cantons se regroupèrent le 20 mai 1988 en créant l'association Valois Développement, organisme de réflexion et de partenariat avec la région de Picardie et les autres collectivités.
L'association a été transformée en SEP Valois Développement, un Syndicat d'études et de programmation (SIEP), structure juridique plus appropriée le 15 novembre 1990, ce qui permettait de pouvoir bénéficier de subventions d'État et de pouvoir organiser certains dispositifs à l'échelle intercommunale de certaines procédures comme une opération programmée d'amélioration de l'habitat (OPAH) ou un schéma directeur.
Le schéma directeur, dont le périmètre avait été défini par un arrêté préfectoral du 18 janvier 1993, a été arrêté par le SEP Valois Développement le 25 octobre 1994 puis approuvé le 10 mai 1995 et a maintenant valeur de schéma de cohérence territoriale (SCOT).
Les communes des trois cantons se regroupèrent ensuite pour former la communauté de communes du Pays de Valois au 1er janvier 1997, qui absorba SEP Valois Développement,.

## Territoire communautaire

### Géographie
La communauté regroupe les communes des anciens cantons de Betz, Crépy-en-Valois et Nanteuil-le-Haudouin dans le département picard de l'Oise et constitue un territoire de 614,4 km2 situé au nord de Paris, au centre du Bassin parisien, entre l'Oise, l'Ourcq, le Pays de France et le Soissonnais.
Elle est traversée par l'Automne, la Sainte-Marie, la Nonette et l'Ourcq.

### Composition
En 2023, la communauté de communes est composée des 62 communes suivantes :

| Nom                      | Code Insee | Gentilé        | Superficie (km2) | Population (dernière pop. légale) | Densité (hab./km2) |
| ------------------------ | ---------- | -------------- | ---------------- | --------------------------------- | ------------------ |
| Crépy-en-Valois (siège)  | 60176      | Crépynois      | 16,28            | 14 243 (2022)                     | 875                |
| Acy-en-Multien           | 60005      | Acéens         | 11,47            | 844 (2022)                        | 74                 |
| Antilly                  | 60020      | Antillais      | 3,64             | 271 (2022)                        | 74                 |
| Auger-Saint-Vincent      | 60027      | Augerois       | 13,97            | 521 (2022)                        | 37                 |
| Autheuil-en-Valois       | 60031      |                | 9,24             | 259 (2022)                        | 28                 |
| Bargny                   | 60046      |                | 7,54             | 330 (2022)                        | 44                 |
| Baron                    | 60047      |                | 21,47            | 740 (2022)                        | 34                 |
| Béthancourt-en-Valois    | 60066      | Béthancourtois | 4,12             | 206 (2022)                        | 50                 |
| Betz                     | 60069      | Bessins        | 15,39            | 1 118 (2022)                      | 73                 |
| Boissy-Fresnoy           | 60079      |                | 15,87            | 955 (2022)                        | 60                 |
| Bonneuil-en-Valois       | 60083      | Bonneuillois   | 12,81            | 976 (2022)                        | 76                 |
| Bouillancy               | 60091      |                | 13,59            | 425 (2022)                        | 31                 |
| Boullarre                | 60092      |                | 7,58             | 201 (2022)                        | 27                 |
| Boursonne                | 60094      | Boursonnois    | 3,44             | 306 (2022)                        | 89                 |
| Brégy                    | 60101      | Brégiciens     | 13,17            | 638 (2022)                        | 48                 |
| Chèvreville              | 60148      | Caprévilliens  | 10,34            | 405 (2022)                        | 39                 |
| Cuvergnon                | 60190      |                | 7,33             | 315 (2022)                        | 43                 |
| Duvy                     | 60203      | Duvisiens      | 8,51             | 417 (2022)                        | 49                 |
| Éméville                 | 60207      | Émévillois     | 1,84             | 285 (2022)                        | 155                |
| Ermenonville             | 60213      | Ermenonvillois | 16,49            | 927 (2022)                        | 56                 |
| Étavigny                 | 60224      | Étavignanais   | 7,17             | 177 (2022)                        | 25                 |
| Ève                      | 60226      |                | 10,43            | 415 (2022)                        | 40                 |
| Feigneux                 | 60231      | Félinois       | 11,41            | 451 (2022)                        | 40                 |
| Fresnoy-la-Rivière       | 60260      |                | 6,81             | 681 (2022)                        | 100                |
| Fresnoy-le-Luat          | 60261      |                | 11,5             | 547 (2022)                        | 48                 |
| Gilocourt                | 60272      | Gilocourtois   | 6,93             | 629 (2022)                        | 91                 |
| Glaignes                 | 60274      | Glaignois      | 5,42             | 364 (2022)                        | 67                 |
| Gondreville              | 60279      |                | 7,09             | 217 (2022)                        | 31                 |
| Ivors                    | 60320      |                | 8,35             | 255 (2022)                        | 31                 |
| Lagny-le-Sec             | 60341      | Latiniciens    | 11,23            | 2 046 (2022)                      | 182                |
| Lévignen                 | 60358      | Lévignennais   | 13,9             | 1 014 (2022)                      | 73                 |
| Mareuil-sur-Ourcq        | 60380      | Mareuillois    | 10,14            | 1 589 (2022)                      | 157                |
| Marolles                 | 60385      |                | 13,22            | 646 (2022)                        | 49                 |
| Montagny-Sainte-Félicité | 60413      | Montaféliciens | 5,67             | 431 (2022)                        | 76                 |
| Morienval                | 60430      | Morienvalois   | 25,74            | 1 055 (2022)                      | 41                 |
| Nanteuil-le-Haudouin     | 60446      | Nanteuillais   | 20,95            | 4 274 (2022)                      | 204                |
| Neufchelles              | 60448      | Neufchellois   | 6,46             | 389 (2022)                        | 60                 |
| Ognes                    | 60473      |                | 6,76             | 328 (2022)                        | 49                 |
| Ormoy-le-Davien          | 60478      |                | 3,95             | 371 (2022)                        | 94                 |
| Ormoy-Villers            | 60479      | Ormoysiens     | 10,37            | 795 (2022)                        | 77                 |
| Orrouy                   | 60481      | Oratoriens     | 16,14            | 587 (2022)                        | 36                 |
| Péroy-les-Gombries       | 60489      | Prélots        | 11,21            | 1 217 (2022)                      | 109                |
| Le Plessis-Belleville    | 60500      |                | 6,86             | 3 822 (2022)                      | 557                |
| Réez-Fosse-Martin        | 60527      |                | 7,11             | 142 (2022)                        | 20                 |
| Rocquemont               | 60543      | Rocquemontois  | 6,26             | 118 (2022)                        | 19                 |
| Rosières                 | 60546      |                | 9,27             | 143 (2022)                        | 15                 |
| Rosoy-en-Multien         | 60548      | Rosales        | 8,49             | 605 (2022)                        | 71                 |
| Rouville                 | 60552      | Rouvillais     | 7                | 250 (2022)                        | 36                 |
| Rouvres-en-Multien       | 60554      |                | 8,12             | 472 (2022)                        | 58                 |
| Russy-Bémont             | 60561      | Rusciens       | 9,75             | 237 (2022)                        | 24                 |
| Séry-Magneval            | 60618      |                | 6,02             | 272 (2022)                        | 45                 |
| Silly-le-Long            | 60619      | Silliciens     | 11,35            | 1 206 (2022)                      | 106                |
| Thury-en-Valois          | 60637      |                | 11,26            | 466 (2022)                        | 41                 |
| Trumilly                 | 60650      | Trumillois     | 12,94            | 521 (2022)                        | 40                 |
| Varinfroy                | 60656      |                | 2,95             | 268 (2022)                        | 91                 |
| Vauciennes               | 60658      |                | 6,36             | 700 (2022)                        | 110                |
| Vaumoise                 | 60661      | Vaumoisiens    | 3,13             | 1 000 (2022)                      | 319                |
| Ver-sur-Launette         | 60666      |                | 13,18            | 1 155 (2022)                      | 88                 |
| Versigny                 | 60671      |                | 14,5             | 348 (2022)                        | 24                 |
| Vez                      | 60672      | Vadais         | 10,88            | 280 (2022)                        | 26                 |
| La Villeneuve-sous-Thury | 60679      |                | 4,32             | 141 (2022)                        | 33                 |
| Villers-Saint-Genest     | 60683      |                | 9,66             | 388 (2022)                        | 40                 |

### Démographie
| 1968   | 1975   | 1982   | 1990   | 1999   | 2009   | 2014   | 2020   |
| ------ | ------ | ------ | ------ | ------ | ------ | ------ | ------ |
| 30 448 | 34 355 | 39 775 | 46 184 | 50 100 | 52 366 | 54 784 | 55 425 |

## Politique et administration

### Siège
La communauté de communes a son siège depuis 2015 à Crépy-en-Valois, 62 rue de Soissons

### Élus
La communauté d'agglomération est administrée par son conseil communautaire, composé de conseillers municipaux représentant les 62 communes membres répartis en fonction de leur population de la manière suivante pour la mandature 2020-2026 : 

- 22 sièges pour Crépy-en-Valois ; 

- 6 sièges pour Nanteuil-le-Haudouin ; 

- 4 sièges pour Le Plessis-Belleville ; 

- 3 sièges pour Lagny-le-Sec  ;

- 2 sièges pour Mareuil-sur-Ourcq  ;

- 1 siège pour les autres communes.
Au terme des Élections municipales de 2020 dans l'Oise, le conseil communautaire du 9 juillet 2020 a élu son nouveau président, Didier Doucet, maire de Lagny-le-Sec, ainsi que 7 vice-présidents, qui sont :
1. Bruno Fortier, maire de Crépy-en-Valois, chargé du tourisme ;
2. Benoît Proffit, maire de Mareuil-sur-Ourcq, chargé du pôle environnement - eau - assainissement ;
3. Guy-Pierre de Kersaint, maire de Versigny, chargé de la culture de la culture et du patrimoine ;
4. Daniel Gage, maire d'Orrouy, chargé du pôle environnements - déchets ;
5. Cécile Pottier, adjointe au maire de Marolles, chargée des services aux communes et à la population ;
6. Gilles Laveur, maire de Bonneuil-en-Valois, chargé de l'aménagement du territoire et du suivi des travaux ;
7. Louis Sicard, adjoint au maire de Nanteuil-le-Haudouin, chargé du développement économique.

Le bureau communautaire est constitué du président, des vice-présidents et de 13 autres membres, qui sont pour la mandature 2020-2026 Alain Bizouard élu de Gondreville, Hubert Briatte élu de Morienval, Richard Kubisz élu de Péroy-les-Gombries, Thierry Tavernier élu de Villers-Saint-Genest, Dominique Danneel élue de Béthancourt-en-Valois, Michel Cassa élu de Gilocourt, Stéphane Peters élu de Fresnoy-le-Luat, Jean-Pierre Haudrechy élu de Rouville, Adeline Clergot élue de La Villeneuve-sous-Thury, Yann Leyris élu de Cuvergnon, François Philipon Russy-Bémont, Yves Chéron élu de Ver-sur-Launette et Gilles Sellier élu de Nanteuil-le-Haudouin et conseiller départemental de l'Oise.
Bruno Fortier, maire de Crépy-en-Valois ayant été déclaré inéligible, il est remplacé en 2022 comme vice président chargé du tourisme par Virginie Douat, également élue maire de la ville,.

### Liste des présidents
| Période      | Période                    | Identité            | Étiquette | Qualité                                                                                        |
| ------------ | -------------------------- | ------------------- | --------- | ---------------------------------------------------------------------------------------------- |
| 1997         | avril 1998                 | Charles de Kersaint |           | Maire de Versigny Conseiller Général de Nanteuil-le-Haudouin (1994 → 1998) Décédé en fonctions |
| mai 1998     | avril 2008                 | Philippe Drillet    | DVD       | Maire de Bonneuil-en-Valois (1995 → 2008)                                                      |
| avril 2008   | avril 2014                 | Arnaud Foubert      | UMP       | Maire de Crépy-en-Valois (2008 → 2014)                                                         |
| avril 2014   | juillet 2020               | Benoît Haquin       |           | Agriculteur Maire de Brégy (1989 → )                                                           |
| juillet 2020 | En cours (au 28 août 2020) | Didier Doucet       | LR        | Maire de Lagny-le-Sec                                                                          |

### Compétences
La communauté exerce les compétences qui lui ont été  transférées par les communes membres, dans les conditions fixées par le code général des collectivités territoriales. Il s'agit de :
- aménagement de l’espace ;
- développement économique et emploi ;
- protection et mise en valeur de l’environnement ;
- construction, entretien, fonctionnement d’équipements et de services culturels et sportifs en liaison avec les collèges ;
- secours incendie et sécurité ;
- animation socioculturelle ;
- insertion professionnelle ;
- tourisme ;
- études et mise en œuvre d’actions contribuant à l’amélioration des services à la population.

### Régime fiscal et budget
La Communauté de communes est un établissement public de coopération intercommunale à fiscalité propre.
Afin de financer l'exercice de ses compétences, l'intercommunalité perçoit la fiscalité professionnelle unique (FPU) – qui a succédé à la taxe professionnelle unique (TPU) – et assure une péréquation de ressources entre les communes résidentielles et celles dotées de zones d'activité.
Elle perçoit également une taxe d'enlèvement des ordures ménagères (TEOM), qui finance le fonctionnement de ce service public, et ne verse pas de dotation de solidarité communautaire (DSC) à ses communes membres.

## Projets et réalisations
Conformément aux dispositions légales, une communauté de communes a pour objet d'associer des « communes au sein d'un espace de solidarité, en vue de l'élaboration d'un projet commun de développement et d'aménagement de l'espace ».
Déplacements doux
La communauté a aménagé en 2017 une voie verte destinée aux vélos, rollers, cavaliers, piétons et personnes handicapées longue de 18 km entre Mareuil-sur-Ourcq à Ormoy-Villers (avec un cheminement pour les cavaliers, qui sera disponible en 2019) comprenant  comprendra trois ambiances paysagères différente : une séquence forestière entre Ormoy-Villers et Macquelines, une séquence agraire entre Macquelines et Antilly et une séquence fraîcheur entre Antilly et Mareuil-sur-Ourcq. Cet aménagement en bitume et terre battue, étudié depuis 2005, a été réalisé pour un coût évalué à 3,2 millions d'euros sur l'emprise de l'ancienne ligne d'Ormoy-Villers à Mareuil-sur-Ourcq,,. Son manque d'entretien est critiqué en 2018. 
Tourisme
La CCPV a décidé en 2018 de renforcer l'attractivité touristique de son territoire, en coopération avec les intercommunalités voisines, en développant notamment l'offre hotelière.
Collecte des déchets ménagers
La CCPV a confié à Veolia la collecte des déchets ménagers, qui sont valorisés par le Syndicat Mixte du Département de l’Oise (SMDO). En 2018, la collecte est désormais assurée de manière mécanisée, c'est-à-dire que les containers sont vidés directement dans les camions-bennes grâce à des bras articulés, sans être manipulés par des salariés,. Le passage à cette collecte articulée est délicat et amène de nombreuses critiques.

## Pour approfondir